# Strabrechtse Watermolen
De Strabrechtse Watermolen is een reeds sinds lang verdwenen watermolen op de Kleine Dommel te Strabrecht bij Heeze. De molen lag op de plaats waar de Strabrechtse Dijk de rivier kruist. Ze werd vermeld in de 14e en 15e eeuw.

## Nabijgelegen watermolens
De Strabrechtse watermolen lag niet ver stroomafwaarts van de samenvloeiing van Sterkselse Aa en Groote Aa tot Kleine Dommel. Stroomopwaarts zou in de Middeleeuwen een watermolen op de Sterkselse Aa te Hugten hebben bestaan. Stroomafwaarts vindt men de Geldropse Watermolen in een voormalige textielfabriek.